# 解韬
解韬，江西吉水县人，清朝政治人物。
雍正七年（1729年）己酉科江西乡试解元。雍正八年（1730年）成庚戌科进士。乾隆三十一年（1766年）接替徐名标任松江府知府一职，次年由锺光豫接任。